# Le Dernier Témoin (série télévisée)
Pour les articles homonymes, voir Le Dernier Témoin.
Le Dernier Témoin (Der letzte Zeuge) est une série télévisée allemande en 73 épisodes de 50 minutes créée par Gregor Edelmann et diffusée entre le 23 mars 1998 et le 6 juillet 2007 sur ZDF.
En France, la série a été diffusée à partir du 4 juin 2007 sur Arte.

## Synopsis
Ancien chirurgien cardiaque, Robert Kolmaar est aujourd'hui médecin légiste. Plutôt misanthrope et antipathique, cet homme met ses compétences au service de la police afin que justice soit rendue. 

## Distribution
- Ulrich Mühe (VF : Dominique Guillo) : Dr Robert Kolmaar
- Gesine Cukrowski (VF : Laura Préjean) : Dr Judith Sommer
- Jörg Gudzuhn (VF : Bernard Metraux) : Commissaire Johannes « Joe » Hoffer
- Renate Schroeter (VF : Sylvie Feit) : Ulla Grünbein
- Volker Ranisch (VF : Jérôme Pauwels) : Fred Schröder
- Dieter Mann (VF : Dominique Paturel) : Professeur Bondzio
- Julia Jäger : Dr Leilah Berg

## Épisodes

### Première saison (1998)
1. Le Triangle de la mort (Das Dreieck des Todes)
2. Un mort décède (Die Nacht, in der ein Toter stirbt)
3. La Mort douce (Der süße Tod)
4. Quand ils savent ce qu'ils font (Denn sie wissen, was sie tun)
5. Deux mondes opposés (Wenn sich zwei Monde kreuzen)
6. L'esprit du mal se réveille (Wenn das Böse erwacht)

### Deuxième saison (1999)
1. Les Femmes, les Mouches et la Mort (Die Fliegen, die Maden, der Tod)
2. La vengeance m'appartient (Denn die Rache ist mein)
3. Mon bel ange planant (Schwebende Engel)
4. Coup sur coup (Schlag auf Schlag)
5. Par amour (Die Bank, die Liebe, der Tod)
6. Tue l'ennemi de ton ennemi (Töte den Feind deines Feindes)
7. Sous la peau (Unter die Haut)

### Troisième saison (2000)
1. La Mort du chevalier blanc (Der Tod des weißen Ritters)
2. Le Goût des larmes (Ein Mann kommt zurück)
3. Un mort de trop (Die Erpressung)
4. Arsenic et vieilles rancœurs (Familienbande)
5. Le Quatrième Homme (Der vierte Mann)
6. Gaz mortel (Der Weg zur Hölle)
7. Trois ans et une nuit (Drei Jahre und eine Nacht)
8. Le Dernier Tableau (Das letzte Bild)

### Quatrième saison (2002)
1. Titre français inconnu (Der heilige Krieg)
2. Un jeu d'enfant (Ein Kinderspiel)
3. Dernière répétition (Tod eines Stars)
4. Un brevet très convoité (Das Duell)
5. L'Enlèvement ('Die Entführung)
6. Un accroc dans la toile (Im Netz)
7. Certains sont maudits (Manche, sagt man, sind verdammt)

### Cinquième saison (2003)
1. Du feu sans flammes (Der Tag, an dem ein Vogel vom Himmel fiel)
2. Le prix de la vérité (Der Preis der Wahrheit)
3. À la santé de nos défunts (Die Kugel im Lauf der Dinge)
4. La réunion de promotion (Das Klassentreffen)
5. Dérapage médiatique (Die Show geht weiter)
6. On ne meurt pas à l'ombre (Im Schatten stirbt man nicht)
7. La malédiction du dernier roi (Der Fluch des letzten Königs)
8. Police, au secours ! (Haut aus Eisen)

### Sixième saison (2004)
1. Je déteste ma mère (Ich hasse meine Mutter)
2. Le diamant vert (Der grüne Diamant)
3. Le trésor du lac (Der Fluch der verlorenen Schätze)
4. La main du destin (Die sich nach Liebe sehnen)
5. L'homme au doigt coupé (Das weiße Rauschen)
6. Anatomie du cœur (Anatomie des Herzens)
7. Le plat qui tue (Bitter im Abgang)
8. La mort oubliée (Der vergessene Tod)
9. Les fils d'Einstein (Die Jungs aus Dahlem)
10. La banque qui tue (Brennende Gier)
11. Le cauchemar (Der Albtraum)
12. Abus de droit (Die Frösche, die Kinder, der Tod)
13. Amour d'enfance (Sandkastenliebe)

### Septième saison (2005)
1. Bluff (Die Sensationsreporterin)
2. Les menteurs vivent longtemps (Lügner leben länger)
3. Titre français inconnu (Die Tote aus dem Moor)
4. La roue de la vie (Das Rad des Lebens)
5. La femme sans conscience (Die Frau ohne Gewissen)

### Huitième saison (2005)
1. Titre français inconnu (Kinder des Zorns)
2. Titre français inconnu (Türen in die Nacht)
3. Titre français inconnu (Späte Liebe)
4. Titre français inconnu (Tod eines Tänzers)
5. Titre français inconnu (Die Richterin)
6. Titre français inconnu (Gambit Star)
7. Titre français inconnu (Im gläsernen Sarg)
8. Titre français inconnu (Das rosa Lächeln)
9. Titre français inconnu (Ich sterbe, Du lebst)
10. Titre français inconnu (Der Mörder meines Sohnes)

### Neuvième saison (2006)
1. Titre français inconnu (Die Handschrift des Mörders)
2. Titre français inconnu (Tödliche Lust)
3. Titre français inconnu (Totgeschwiegen)
4. Titre français inconnu (Martinspassion)
5. Titre français inconnu (Unter Schwestern)
6. Titre français inconnu (Den Sieg im Blut)
7. Titre français inconnu (Tödliche Schönheit)
8. Titre français inconnu (Das Gift des Schweigens)
9. Titre français inconnu (Botschaft des Mörders)

## Récompenses
- Prix de la télévision allemande (de) 1999 : Meilleur scénario pour une série télévisée
- Prix de la télévision allemande 2005 : Meilleur acteur de série télévisée pour Ulrich Mühe